# Constantin Brăiloiu
Constantin Brăiloiu (ur. 13 sierpnia?/25 sierpnia 1893 w Bukareszcie, zm. 20 grudnia 1958 w Genewie) – rumuński etnomuzykolog i kompozytor.

## Życiorys
Ukończył konserwatorium w Bukareszcie, następnie w latach 1901–1912 studiował w Wiedniu, Lozannie i Vevey. Od 1912 do 1914 roku uczył się kompozycji u André Gedalge’a w Konserwatorium Paryskim. Początkowo działał jako krytyk muzyczny. Był współzałożycielem powołanego do życia w 1920 roku Związku Kompozytorów Rumuńskich (Societatea Compozitorilor Român), do 1943 roku pełnił funkcję jego sekretarza. Od 1921 roku był wykładowcą konserwatorium w Bukareszcie, od 1923 roku prowadził tam wykłady na temat folkloru. Od 1929 do 1935 roku wykładał także w Akademii Muzyki Religijnej, pełniąc jednocześnie funkcję jej rektora. Zaangażowany był w rozwój życia muzycznego w Rumunii i rozwój szkoły narodowej w muzyce. W 1928 roku założył archiwum rumuńskiego folkloru muzycznego, dokonał rejestracji fonograficznej ponad 8 tysięcy melodii ludowych. Utrzymywał kontakty naukowe z ośrodkami zagranicznymi.
Od 1943 do 1946 pełnił funkcję attaché kulturalnego w rumuńskiej ambasadzie w Bernie. W 1944 roku wspólnie z Eugène’em Pittardem założył w Genewie Archives internationales de musique populaire. W 1948 roku osiadł w Paryżu, gdzie uczestniczył w pracach działu etnografii muzycznej Musée de l’Homme, a także wykładał muzykologię na Uniwersytecie Paryskim. W 1956 roku otrzymał obywatelstwo francuskie.
W swojej pracy zajmował się zagadnieniami teoretycznymi, metodycznymi i szczegółowymi. Opublikował liczne artykuły naukowe, m.in. Esquisse d’une méthode de folklore musical („Revue de Musicologie” XI, 1931), Le rythme aksak („Revue de Musicologie” XXX, 1951), Sur une mélodie russe („Musique russe”, tom II, Paryż 1953) i Le rythme enfantin: Notions liminaires („Cercle international d’études ethnomusicologigues”, Wegimont 1954).